# ノヴォロシースク (空母)
ノヴォロシースク（Новороссийск）はソビエト連邦海軍（後にロシア海軍）で1982年から1993年まで運用された通常動力型の重航空巡洋艦または航空母艦。建艦された順ではキエフ級航空母艦の3番艦である。この艦は敵への攻撃の際に主に甲板に搭載されたミサイルを使用する誘導ミサイル巡洋艦として働き、また同時に艦載機群により対潜・対艦支援を行うように設計された。

## 概要
キエフ級航空母艦の3番艦として建艦されたが、大規模に仕様を変更したため”改キエフ級”とも呼ばれ、キエフ・ミンスクが1143型なのに対して1143.3型とされている。
艦名はロシア共和国南部の黒海に面する港湾都市でソ連時代に英雄都市になった”ノヴォロシースク”に由来する。元々は艦名としてソ連の構成国の一つアゼルバイジャンの首都に由来する”バクー”が予定されていたが、ブレジネフ書記長が第二次世界大戦時にノヴォロシースク防衛戦に参加していたことから、グレチコ国防大臣の提案により変更された。

## 改修点
キエフ級前2艦からの改修は大幅で、内部設計の40%が変更された。技術設計局の改修案では、搭載機数の30機への増加・魚雷発射管の廃止・新型ソナーの搭載が盛り込まれ、また対空兵装も新型に変更されることになった。
さらに、海軍歩兵とその運搬ヘリコプターの搭載も考慮され、兵員輸送のためのヘリコプターMi-6が搭載される予定だった。海軍歩兵90名の居住空間は魚雷発射管を撤去して出来たスペースを充て、さらに格納庫もその魚雷発射管跡の空間をもって拡大された。搭載機数の増加に伴って航空燃料の搭載量もおよそ5割増の1,650トンに増やされた。
艦載機は通常ではYak-38が16機、対潜ヘリコプター8機、救難ヘリコプター2機の26機だが、対潜戦用では対潜ヘリコプター34機と救難ヘリコプター2機、強化型編成ではYak-38が14機とYak-38U（複座型）2機・対潜ヘリコプター16機・救難ヘリコプター2機・対艦ミサイルのターゲティング用ヘリコプター2機の計36機が運用可能となった。また、将来的に新型艦載機であるYak-141を搭載することを見込んで、飛行甲板の耐熱処理やブラストディフレクターの装備が行われた。
対空兵装も更新されることとなり、艦対空ミサイルはSA-N-4の代わりにSA-N-9（キンジャル）、CIWSはAK-630M 30mmの代わりにミサイル機銃ハイブリッドCIWSであるCADS-N-1（コルチク）が搭載される予定だった。そのため、対艦ミサイルSS-N-12（バザルト）の予備弾倉は廃止された。しかしキンジャル・コルチク両者とも当時は未完成だったため、AK-630M が改めて搭載された。しかしSA-N-4はつなぎとしても搭載されず、近接防空ミサイルは搭載されないままだった。

## 歴史
ノヴォロシースクは1975年9月30日に現ウクライナのムィコラーイウにある旧ソ連のチェルノモルスク造船所（黒海造船所）で起工され、1978年12月24日進水、1982年9月12日に就役し、1993年6月に退役した。キエフ級の3番艦として太平洋艦隊で任務に就いた。
1983年5月、ノヴォロシースクはセヴァストポリを出航したが、はじめに向かったのは太平洋ではなく北方艦隊がいるセヴェロモルスク基地だった。その途中アメリカ海軍第6艦隊を偵察・追跡したり、逆にアメリカ軍艦艇や航空機に追尾されたりした。セヴェロモルスク基地に到着すると北方艦隊やソ連海軍の演習に参加した。1983年10月、他の随伴艦とともにセヴェロモルスク基地を出港、アフリカやインドの港に寄港しつつ1984年2月に太平洋艦隊の基地に到着した。航海中の艦載機飛行回数は600回を超え、うち120回は短距離発艦だった。
1985年3月、ノヴォロシースクと護衛の艦隊は千島列島から日本海を抜けて沖縄南方へ向かい、その後東に向かい太平洋を航海した。およそ8日後、進路を千島列島に向けて北西に転進し、ソ連に対する敵空母艦隊の攻撃を模倣した。ノヴォロシースクが日本の東1,100kmまで近づくと、Tu-95爆撃機が偵察のため艦隊近辺に飛来し、およそ20機ほどのTu-22M3爆撃機へ目標を指示し、爆撃機による対艦ミサイル発射という戦略訓練を行った。アメリカ海軍によるノヴォロシースク訓練の記録では「艦隊は4月14日に日本の東方1,120kmの海域で空爆とおそらくは潜水艦による魚雷ならびに巡航ミサイルの模擬攻撃を受けた。所持している全ての潜水艦と航空機をもって彼らはこれに当たった」と記している。
1988年5月、太平洋艦隊司令が乗ったノヴォロシースクは北朝鮮の元山に寄港した。司令官は金総書記と平壌で会見し、北朝鮮軍の上級将校もノヴォロシースクを見学した。
ノヴォロシースクは1991年のソビエト連邦の崩壊後に予備役に編入され、1993年1月に機関室に深刻な火災を被ったことを契機に除籍が決定した。1996年にノヴォロシースクの船体は431万4,000USドルで韓国の替え玉会社にスクラップとして売却され、1997年に浦項で解体された。